# Яднето
Яднето (также Ядне-То) — озеро в Ямало-Ненецком автономном округе России в центральной части полуострова Ямал. Находится к востоку от озера Пенто, в 54 км к северо-западу от посёлка Яптик-Сале. На юге вытекает река Яднетосё, относящаяся к бассейну реки Ляккатосё (бассейн Карского моря). Впадает несколько некрупных ручьёв.
Площадь озера — 59,5 км². Площадь водосбора — 102 км². Высота уреза воды над уровнем моря — 22 метра. Водоём имеет трапециевидную форму (длина — 10,2 км, максимальная ширина в центральной части — 8,4 км).
Берега низкие, местами заболоченные, поросшие типичной тундровой растительностью. Обширные отмели в прибрежной части.